# Umut Oran

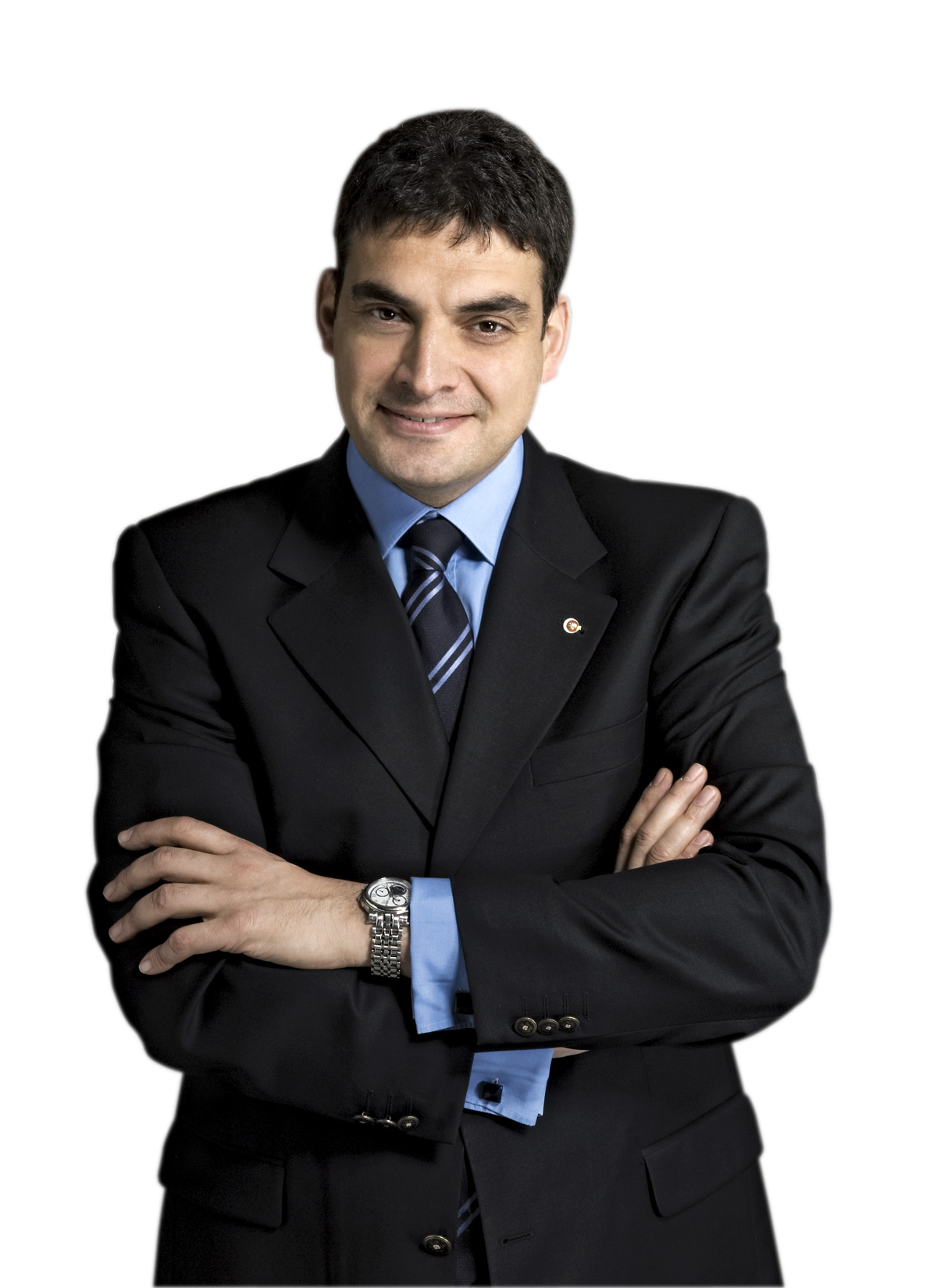
Umut Oran (2013)

Umut Oran (* 16. Oktober 1962 in Istanbul, Türkei) ist ein türkischer Textilunternehmer und Politiker.

## Leben
Oran vollendete seine Sekundarschulbildung am französischen Saint-Benoît-Gymnasium in Istanbul und graduierte an der Fakultät für Englische Wirtschaft der Marmara-Universität. Oran beherrscht Türkisch, Französisch und Englisch fließend. Als Freizeit-Fußballer ist Oran Spieler in der Altherrenmannschaft von Galatasaray Istanbul. Er ist verheiratet.
Er war Vorsitzender des Türkiye Giyim Sanayicileri Derneği (TGSD), des Bolu Ticaret ve Sanai Odası Meclisi und des TOBB Türkiye Konfeksyon ve Hazır Giyim Sanayi Meclisi. International war Oran von 2002 bis 2003 Vorsitzender des Dünya Hazır Giyim Federasyonu und gleichzeitig von 2000 bis 2005 Vorsitzender von Euratex (Avrupa Tekstil ve Hazır Giyim Organizasyonu).
Als einer der stellvertretenden Vorsitzenden der größten türkischen Oppositionspartei, der Republikanischen Volkspartei (CHP), ist Umut Oran seit den Parlamentswahlen in der Türkei 2011 Abgeordneter der Großen Nationalversammlung für seine Heimatprovinz Istanbul (3. Wahlkreis). Innerhalb des Parlaments ist er Vorsitzender des Ausschusses für die Harmonisierung der Beziehungen mit der Europäischen Union.